# Сантус, Адилиу
Адилиу Коррея дус Сантус (порт.-браз. Adílio Correia dos Santos; род. 5 июля 1993, Баия) — бразильский футболист, полузащитник казахстанского клуба «Женис».

## Карьера
1 июля 2017 года перешёл в португальский клуб «Арока». 22 ноября 2018 года в матче против клуба «Бенфика» дебютировал в кубке Португалии (1:2). 7 августа 2021 года в матче против клуба «Эшторил-Прая» дебютировал в чемпионате Португалии (0:2), выйдя на замену на 79-й минуте вместо Арсениу Нунеша.
В 2022 году на правах аренды играл за португальский «Академику де Визеу».
1 июля 2022 года стал игроком португальского клуба «Пенафиел».
5 июля 2024 года подписал контракт с казахстанским клубом «Женис».

## Достижения
«Женис»
- Финалист Кубка лиги Казахстана: 2024

## Клубная статистика
| Игровая карьера | Игровая карьера | Игровая карьера | Лига | Лига | Кубки | Кубки | Межд. | Межд. | Др. | Др. |
| --------------- | --------------- | --------------- | ---- | ---- | ----- | ----- | ----- | ----- | --- | --- |
| 2022/23         | Пенафиел        | Б               | 23   | 3    | 1     | 0     | —     | —     | —   | —   |
| 2023/24         | Пенафиел        | Б               | 24   | 2    | 3     | 0     | —     | —     | —   | —   |
| 2024            | Женис           | А               | 12   | 2    | 4     | 0     | —     | —     | —   | —   |